# Menzingen
Menzingen és un municipi del cantó de Zug (Suïssa). És documentat per primera vegada cap al 1217–1222 amb el nom de Meincingin.